# Nazionale maschile under 21 di calcio di Malta
La nazionale di calcio maltese Under-21 è la rappresentativa calcistica Under-21 di Malta ed è posta sotto l'egida della MFA. La squadra partecipa al campionato europeo di categoria che si tiene ogni due anni.
Il primo tentativo di Malta di qualificarsi agli Europei Under 21 riguarda l'edizione 1992, in cui segna quasi sempre (non ci riesce solo nella trasferta in Portogallo) ma chiude con 6 sconfitte venendo eliminata. Le cose peggiorano ulteriormente nelle qualificazioni per il torneo del 1994, in cui Malta segna solo in casa contro la Svizzera, raccogliendo 8 sconfitte.
Per vedere i primi punti di Malta bisogna aspettare le qualificazioni all'edizione successiva, in cui la nazionale biancorossa raccoglie 4 punti contro il Lussemburgo e 1 in casa con la Bielorussia, chiudendo penultima il girone.
Il successivo risultato utile arriva nelle qualificazioni a Euro 2000 (5-1 in casa alla Macedonia). Nei successivi due percorsi di qualificazione arrivano 15 sconfitte e 5 pareggi (contro Irlanda del Nord, Danimarca, Bulgaria, Islanda e Slovenia).
Malta torna alla vittoria nelle qualificazioni a Euro 2006 (4 punti contro l'Islanda e 1 con la Bulgaria) ma i 5 punti conquistati non bastano per evitare l'ultimo posto. Dopo l'eliminazione nel preliminare delle qualificazioni per Olanda 2007 per mano della Georgia, arriva un'altra vittoria (2-1 alla Bosnia) nel girone successivo. Il 7 giugno 2011 arriva la prima vittoria esterna (1-2 in rimonta in Lituania) cui bisogna aggiungere i pareggi con Finlandia e Ucraina, ma la squadra arriva comunque ultima. Nelle qualificazioni a Polonia 2017, Malta ottiene i suoi migliori risultati, arrivando quarta davanti a Lettonia e Moldavia (entrambe battute in casa) con 11 punti.

## Partecipazioni ai tornei internazionali

### Europeo U-21
- 1978: Non partecipante
- 1980: Non partecipante
- 1982: Non partecipante
- 1984: Non partecipante
- 1986: Non partecipante
- 1988: Non partecipante
- 1990: Non partecipante
- 1992: Non qualificata
- 1994: Non qualificata
- 1996: Non qualificata
- 1998: Non qualificata
- 2000: Non qualificata
- 2002: Non qualificata
- 2004: Non qualificata
- 2006: Non qualificata
- 2007: Non qualificata
- 2009: Non qualificata
- 2011: Non qualificata
- 2013: Non qualificata
- 2015: Non qualificata
- 2017: Non qualificata
- 2019: Non qualificata
- 2021: Non qualificata
- 2023: Non qualificata